# Coup d'État de 1982 en Haute-Volta
Le coup d'État de 1982 en Haute-Volta a lieu le 7 novembre 1982 dans l'actuel Burkina Faso, alors République de Haute-Volta. Le coup d'État, dirigé par le colonel Gabriel Yoryan Somé et un groupe d'officiers subalternes au sein de l'armée, dont beaucoup étaient des radicaux politiques, renverse le régime du colonel Saye Zerbo. Le président Zerbo est ainsi renversé moins de deux ans après être lui même arrivé au pouvoir par un coup d’État.

## Historique

### Contexte
La Haute-Volta, ancienne colonie française, avait connu plusieurs coups d'État depuis son accession à  l'indépendance en 1960. 
En 1966, la dictature à parti unique du président Maurice Yaméogo prend fin par une forte opposition des puissants syndicats et le coup d'État de Haute-Volta de 1966. Il est remplacé par Sangoulé Laminaza.  Après une longue période de troubles sociaux, de famine et de problèmes économiques, le président Sangoulé Lamizana sera renversé à son tour lors du coup d'État de 1980 dirigé par le colonel Saye Zerbo.
Une fois au pouvoir, le colonel Saye Zerbo rétabli le régime militaire complet mis fin par Lamizana avec les élections présidentielles et parlementaires de 1978. D'abord favorisé par les syndicats et une grande partie de l'opposition politique, il en fit rapidement ses ennemis. Saye Zerbo met en place le Comité militaire de redressement pour le progrès national. Une junte avec de nombreux membres radicaux, dont les futurs présidents Thomas Sankara, Blaise Compaoré et leur ami proche Henri Zongo . La gouvernance du  président Zerbo  devient de plus en plus dictatoriale. Il interdit à nouveau tous les partis politiques et rend toutes grèves illégales. Des mesures mal accueillies par les  syndicats. Les luttes intestines entre factions se sont rapidement développées au sein de la junte. Le 12 avril 1982, Thomas Sankara alors secrétaire d'État à l'information, avec  Blaise Compaoré et Henri Zongo démissionnent  du Comité militaire de redressement pour le progrès national. Les trois ont ensuite été arrêtés.
Les manifestations anti-Zerbo sont devenues de plus en plus fréquentes, avec des grèves antigouvernementales en avril, les syndicats exigeant un retour au gouvernement constitutionnel en mai. Plusieurs dirigeants syndicaux et de l'opposition  sont arrêtés en septembre.

### Le coup d'Etat
Le 7 novembre 1982, les factions progressistes et radicales du régime militaire en ont assez de Saye Zerbo. Parmi eux se trouvaient le "Groupe des officiers communistes", un mouvement clandestin formé par Sankara, Compaoré, Zongo et Jean-Baptiste Boukary Lingani. Dans la capitale Ouagadougou, le chef d'état-major de l'armée, le colonel Gabriel Yoryan Somé, et d'autres officiers se faisant appeler le Conseil de salut populaire se sont déplacés pour déposer et arrêter le président Zerbo qui sera présenté comme un démagogue qui a trahi la confiance de son peuple.
Deux jours après le coup d'État, le méconnu médecin des armées, le major Dr Jean-Baptiste Ouédraogo, est nommé chef de l'État par la nouvelle junte. Gabriel Somé est resté chef de cabinet. Le Conseil du salut populaire a pris plusieurs mesures au cours des semaines suivantes, limogeant d'anciens hauts responsables militaires de l'ère Lamizana et légalisant les principaux syndicats.

### Conséquences
Le leadership du nouveau président Jean-Baptiste Ouédraogo ne durera pas longtemps. Il survit à une tentative de coup d'État le 28 février 1983, mais après avoir arrêté son nouveau Premier ministre Thomas Sankara - et plusieurs autres membres du Groupe des officiers communistes - il a été frappé par une vague de protestations, suivie d'un soulèvement militaire dirigé par Blaise Compaoré. Le 4 août 1983, il est finalement déposé lors d'un coup d'État organisé par Compaoré, qui libère Sankara et le nomme président. Ainsi commence la « Révolution burkinabé », un processus dans lequel Sankara et sa nouvelle junte ont tenté de transformer radicalement la Haute-Volta - bientôt rebaptisée « Burkina Faso » - selon les principes révolutionnaires de gauche.
Le capitaine Thomas Sankara sera lui-même renversé en 1987 par son vieil ami Blaise Compaoré, resté au pouvoir jusqu'au soulèvement burkinabé de 2014 .